# Arfwedson
Arfwedson (även stavat Arfwedsson, Arfvedson, Arfvedsson) var en grosshandlarfamilj i Stockholm, som bland annat blev känd genom handelshuset Tottie & Arfwedson grundat 1771. 

## Släktingar i urval
- Anders Arfwedson (1650–1706)
  - Abraham Arfwedson (1698–1779), grosshandlare
    - Carl Kristoffer Arfwedson (1735–1826), kommerseråd, grundade firman Tottie & Arfwedson
      - Carl Abraham Arfwedson (1774–1861), grosshandlare
        - Carl David Arfwedson (1806–1881), grosshandlare, upplöste firman Tottie & Arfwedson
        - John Edward Arfwedson (1811–1855), grosshandlare
          - Carl Edward Arfwedson (1847–1913), major
            - Jacques Arfwedson (1875–1954), direktör
              - Rolf Arfwedson (1913–2003), direktör
                - Anders Arfwedson (född 1940), ämbetsman

      - Elias Arfwedson (1775–1821), överste och brukspatron

    - Anders Arfwedson (1736-1809), superkargör och direktör för Ostindiska Companiet
    - Jacob Arfwedson (1743–1812), brukspatron, bror till Carl Kristoffer Arfwedson
      - Johan August Arfwedson (1792–1841), kemist
        - Robert August Arfwedson (1831–1900), godsägare
          - Carolina Arfwedson (1861–1936), gift med Carl Johannes Lindahl, fängelsedirektör
            - Erik Lindahl (1891–1960), nationalekonom
            - Helge Lindahl (1895–1974), advokat
            - Gunnar Lindahl (1899–1968), läkare
            - Robert Lindahl (1902–1973), kamrer
              - Tomas Lindahl (född 1938), biokemist, Nobelpristagare 2015

  - Jacob Arfwedson (1700–1784), grosshandlare, bror till Abraham Arfwedson